# An Hội
An Hội là một phường thuộc tỉnh Vĩnh Long, Việt Nam.

## Địa lý
Phường An Hội có vị trí địa lý:
- Phía đông giáp xã Lương Phú
- Phía tây giáp phường Bến Tre
- Phía nam giáp xã Phước Long
- Phía bắc giáp phường Phú Khương và phường Sơn Đông.

Phường An Hội có diện tích 31,9 km², dân số năm 2025 là 53.476 người, mật độ dân số đạt 1.676 người/km².

## Hành chính
Phường An Hội được chia thành 14 khu phố: 1, 2, 3, 4, 5, 6, 7, 8, 9, 10, 11, 12, 13, 14.

## Lịch sử
Trước năm 1975, địa bàn phường An Hội ngày nay thuộc xã An Hội, quận Trúc Giang và là khu vực trung tâm tỉnh lỵ Trúc Giang của tỉnh Kiến Hòa.
Sau năm 1975, xã An Hội giải thể để thành lập thị xã Bến Tre, địa bàn phường An Hội lúc này thuộc các phường 1, 2, 3, 4, 5 của thị xã Bến Tre.
Trước khi sáp nhập, Phường 1 có diện tích 0,26 km², dân số là 4.456 người, mật độ dân số đạt 17.138 người/km² và 2 khu phố: 3, 4. Phường 2 có diện tích 0,22 km², dân số là 2.279 người, mật độ dân số đạt 10.359 người/km² và 2 khu phố: 1, 2. Phường 3 có diện tích 0,44 km², dân số là 4.767 người, mật độ dân số đạt 10.834 người/km² và 3 khu phố: 1, 2, 3.
Ngày 10 tháng 1 năm 2020, Ủy ban Thường vụ Quốc hội ban hành Nghị quyết số 856/NQ-UBTVQH14 về việc sắp xếp các đơn vị hành chính cấp xã thuộc tỉnh Bến Tre (nghị quyết có hiệu lực từ ngày 1 tháng 2 năm 2020). Theo đó, thành lập phường An Hội thuộc thành phố Bến Tre trên cơ sở toàn bộ 0,26 km² diện tích tự nhiên, 4.456 người của Phường 1; toàn bộ 0,22 km² diện tích tự nhiên, 2.279 người của Phường 2 và toàn bộ 0,44 km² diện tích tự nhiên, 4.767 người của Phường 3.
Phường An Hội có 0,92 km² diện tích tự nhiên và quy mô dân số là 11.502 người.
Ngày 31 tháng 10 năm 2020, HĐND tỉnh Bến Tre ban hành Nghị quyết số 46/NQ-HĐND về việc:
- Đổi tên khu phố 1 thuộc Phường 3 cũ thành khu phố 5.
- Đổi tên khu phố 2 thuộc Phường 3 cũ thành khu phố 6.
- Đổi tên khu phố 3 thuộc Phường 3 cũ thành khu phố 7.

Phường An Hội có 7 khu phố: 1, 2, 3, 4, 5, 6, 7.
Ngày 24 tháng 10 năm 2024, Ủy ban Thường vụ Quốc hội ban hành Nghị quyết số 1237/NQ-UBTVQH15 về việc sắp xếp đơn vị hành chính cấp xã của tỉnh Bến Tre giai đoạn 2023 – 2025 (nghị quyết có hiệu lực từ ngày 1 tháng 12 năm 2024). Theo đó, sáp nhập toàn bộ 0,39 km² diện tích tự nhiên, quy mô dân số là 5.768 người của Phường 4 và toàn bộ 0,49 km² diện tích tự nhiên, quy mô dân số là 5.935 người của Phường 5 vào phường An Hội.
Phường An Hội có 1,79 km² diện tích tự nhiên và quy mô dân số là 25.516 người.
Ngày 17 tháng 2 năm 2025, HĐND tỉnh Bến Tre ban hành Nghị quyết số 08/NQ-HĐND về việc 
- Đổi tên khu phố 1 thuộc Phường 4 cũ thành khu phố 8.
- Đổi tên khu phố 2 thuộc Phường 4 cũ thành khu phố 9.
- Đổi tên khu phố 3 thuộc Phường 4 cũ thành khu phố 10.
- Đổi tên khu phố 1 thuộc Phường 5 cũ thành khu phố 11.
- Đổi tên khu phố 2 thuộc Phường 5 cũ thành khu phố 12.
- Đổi tên khu phố 3 thuộc Phường 5 cũ thành khu phố 13.
- Đổi tên khu phố 4 thuộc Phường 5 cũ thành khu phố 14.

Phường An Hội có 14 khu phố: 1, 2, 3, 4, 5, 6, 7, 8, 9, 10, 11, 12, 13, 14.
Ngày 16 tháng 6 năm 2025, Ủy ban Thường vụ Quốc hội ban hành Nghị quyết số 1687/NQ-UBTVQH15 về việc sắp xếp đơn vị hành chính cấp xã của tỉnh Vĩnh Long năm 2025. Theo đó, sắp xếp toàn bộ diện tích tự nhiên, quy mô dân số của phường An Hội và các xã Mỹ Thạnh An, xã Phú Nhuận (thành phố Bến Tre) và xã Sơn Phú (huyện Giồng Trôm) thành phường mới có tên gọi là phường An Hội.